# Формувальна суміш

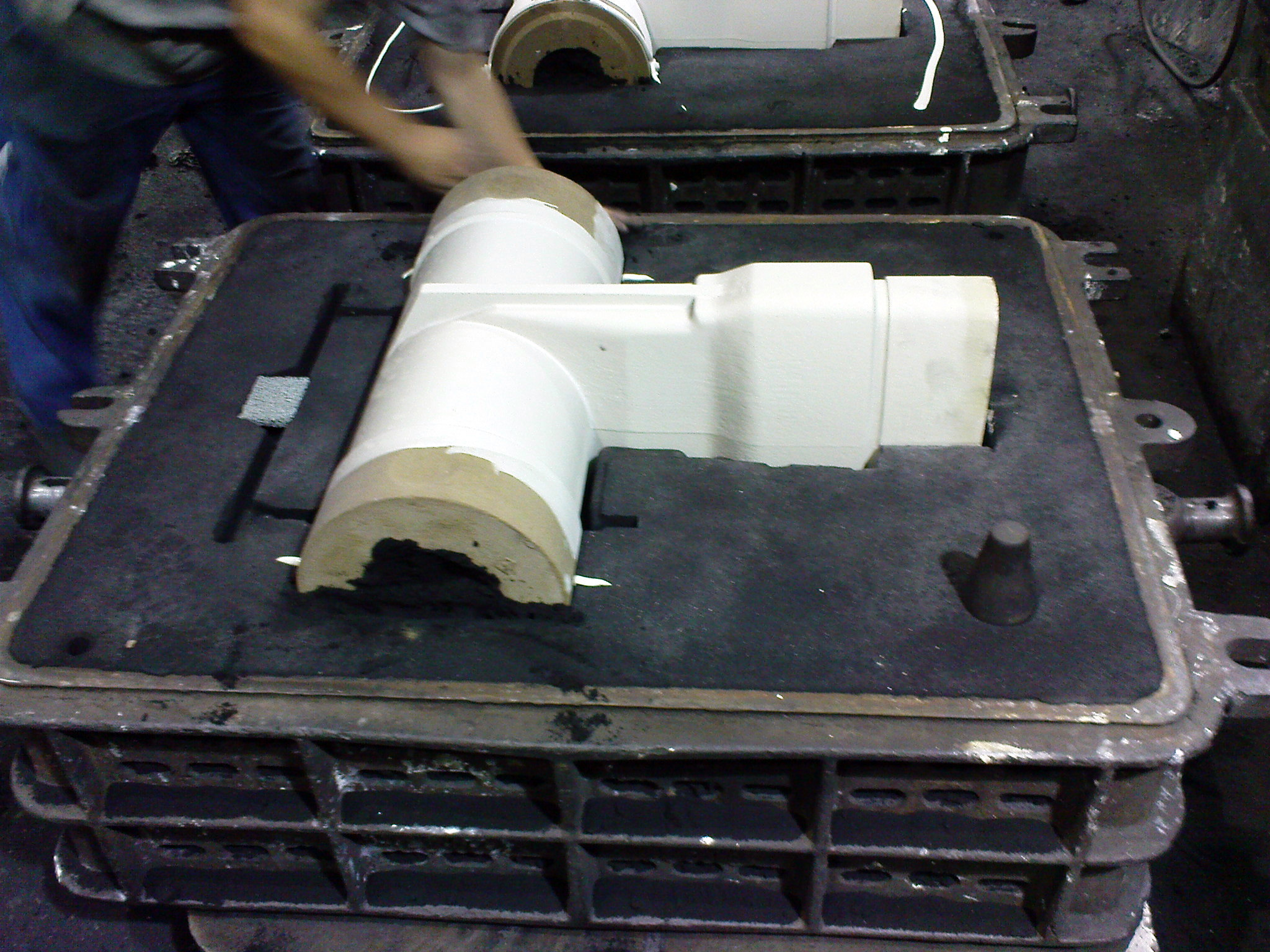
Виготовлення ливарної півформи із формувальної суміші

Формува́льна су́міш (рос. формовочная смесь, англ. sand blend) — суміш піщано-глинистих і високовогнетривких матеріалів (шамот, азбест тощо) зі сполучниками, що використовується для виготовлення разових і напівпостійних ливарних форм.

## Класифікація
За способом одержання формувальні суміші поділяють на:
- природні;
- синтетичні.

Розрізняють формувальні суміші для:
- чавунного лиття;
- сталевого лиття;
- кольорового лиття.

Також суміш поділяють на: лицювальну, наповнюючу, єдину; для вогких, сухих, хімічно твердіючих і таких, що підсушуються, форм. Хімічно твердіючі суміші поділяються на ті, що твердіють під впливом вуглекислого газу, та ті, що самотвердіють.

## Склад і властивості
Задані властивості формувальних сумішей (формувальність, міцність, газопроникність, непригарність, піддатливість тощо) забезпечуються певним сполученням і якістю змішання вхідних у суміші формувальних матеріалів. Компонентами суміші можуть бути також уже вживанні оброблені або регенеровані суміші.

## Виготовлення
При виготовленні формувальних сумішей використовують сумішеприготовче обладнання.